# Artoriellula
Genre
Artoriellula est un genre d'araignées aranéomorphes de la famille des Lycosidae.

## Distribution
Les espèces de ce genre se rencontrent en Afrique du Sud et en Indonésie.

## Liste des espèces
Selon World Spider Catalog (version 17.0, 02/04/2016) :
- Artoriellula bicolor (Simon, 1898)
- Artoriellula celebensis (Merian, 1911)

## Publication originale
- Roewer, 1960 : Araneae Lycosaeformia II (Lycosidae). Exploration du Parc National de l'Upemba Mission G.F. de Witte, vol. 55, p. 519-1040.